# دير عبد (الحديدة)
دير عبد هي إحدى قرى مديرية اللحية، التابعة لمحافظة الحديدة اليمنية، بلغ تعداد سكانها 1398 نسمة حسب الإحصاء الذي أجري عام 2004.